# روبن بابيان
روبن بابيان (من مواليد 6 يونيو 1962 في يريفان، أرمينيا) هو متخصص في علم الطبيعة ومتخصص في موضوعات مثل الميتافيزيقيا وعلم التخاطر. اشتهر بأنه معالج طاقة ومطور ومعلم لأساليب تحسين الذات الفريدة.

## السيرة الذاتية
ولد روبن بابيان في يريفان، أرمينيا. عندما كان صبيًا صغيرًا جدًا، سمع روبن قصصًا عن وجود الجسم الغريب والحياة خارج كوكبنا. كانت صدمة له. بعد ذلك، بدأ عاطفته نحو علوم الخوارق والاستكشاف في النمو. هذا جعله مختلفًا عن الأطفال الآخرين. ليس فقط بسبب اهتماماته، ولكن أيضًا لأنه كان متعلمًا سريعًا وكان بإمكانه التواصل والتواصل مع أشخاص كانوا أكبر منه سناً. هذا أثر على نموه.
في أرمينيا، حضر روبن جامعة يريفان الحكومية للهندسة المعمارية والبناء. بالإضافة إلى ذلك كان مهتمًا أيضًا بالرسم والموسيقى. بدأ مسيرته الموسيقية عندما كان في الثانية عشرة من عمره. روبن هو مؤسس وزعيم ومغنية فرقة موسيقى الروك التي تدعى أوليس والتي تقدم أفكارًا تقدمية.
وكانت نقطة تحول في حياته عندما تم تشخيص والدته بمرض خطير. لم يستطع روبن فعل أي شيء لمساعدتها - في ذلك الوقت كان عمره 18 عامًا فقط. وفي أحد الأيام، جاء معالج طاقة إلى منزل عائلته للمساعدة في علاج المرض. رآه روبن وهو يقف أمامها وهو يلوح بيديه. "لم أر قط شيئًا كهذا من قبل. كان يعامل أمي بدون أدوية أو معدات طبية. الشيء الوحيد الذي كان لديه - يداه -.
عندما انتهى معالج الطاقة، أعرب روبن عن رغبته في تعلم كل شيء عن الطريقة التي كان يستخدمها. أعطاه المعالج كتابًا بعنوان «اليوجا القوقازية» للكاتب ستيفان كولونا ولوسكي. كانت مكتوبة بخط اليد باللغة الروسية وكانت الخطوة الأولى في دروس روبن الذاتية. مع هذا الكتاب جاء فهم الطاقة البشرية وإلقاء نظرة على الإمكانيات التي كان يتمتع بها داخل نفسه.
«عندما كان عمري 16، بدأت ألاحظ الألم البشري. لا أعرف كيف أشرح ذلك، لكنني أعرف إذا كان هذا الشخص أو ذاك الشخص مريضًا. يمكن أن أرى المكان الدقيق للألم.» مع«اليوغا القوقازية» بدأ بتعلم الشفاء للطاقة ولعبت هذه المهنة دورا هاما في حياته الأخيرة.
في عام 1987 دعيت روبن للذهاب إلى موسكو. كانت قدراته الشافية للطاقة محل تقدير كبير من قبل مسؤولي وزارة الخارجية السوفييتية. خلال الفترة التي قضاها في موسكو، ازدادت طريقة الطاقة الخاصة به من حيث الجودة والكفاءة في مجال علم التشريح، وظائف الجهاز العصبي والعقل. توصل إلى استنتاج مفاده أن المفتاح الرئيسي لحل المشاكل الصحية يكمن في العقل. طور طريقة تسمى «التصحيح العقلي والاتصال».
في عام 1988 تمت دعوته للحضور إلى يوغوسلافيا لحل مشكلة صحية معينة. بعد عدة زيارات، قرر في عام 1990 الانتقال إلى بلغراد،  يوغسلافيا مع عائلته وشكل «مركز العلاج البديل» حيث أجرى علاجات شخصية وجماعية باستخدام أسلوبه «التصحيح العقلي والاتصال».
```
بحلول عام 
1993
 أصبحت معرفته مثرية وبدأ في فهم تعقيد الإنسان. أدى ذلك إلى تكوين جمعية للتوافق التوافقي الشخصي «الخطوة الذهبية».
[
4
]
```

في عام 1994، شاركته وزارة التعليم والثقافة والعلوم بهولندا في مشروع بعنوان «نظرية ومنهجية إيجاد وتطوير مواهب الأطفال الموهوبين». وفي نفس العام انتقل إلى هولندا، وواصل من عام 1995 إلى عام 1998 شفاء الطاقة، وتوجيه دورات مختلفة، وعمل في شركة هولندية دولية كمدرب للتفاوض من أجل الإدارة العليا.
من عام 1998 إلى عام 2005 أصبح اسم روبن بابيان معروفًا على مستوى العالم. في عام 2005، طور روبن «الخطوة الذهبية» في أول «معهد إيسوتيري وبارسوسيولوجي روبن بابيان» في بلغراد، يوغوسلافيا. قدم المعهد برامج تعليمية مثل علاج الطاقة العلاجية، التصحيح العقلي والاتصال وتنمية الشخصية المتناسقة.
في عام 2004 في هولندا، طور روبن بناء يسمى «هرم الطاقة». منذ أن بدأ البحث في الطاقات الكونية، أصبح مهتمًا بالأهرام، بالطريقة التي تعمل بها وتؤثر على الكائن البشري. في وقت قصير طور مفهوم تدفق الطاقة وفهم أساس القوى الغامضة لتلك الآثار الكبيرة التي يمكن العثور عليها في أي مكان في العالم.
في عام 2008، أنتج روبن فيلمًا أرمنيًا بعنوان «مرحبًا بابا».
منذ 2010، شغل منصب كبير مستشاري التحدي الدولي: المنافسة المستقبلية. التحدي: المستقبل عبارة عن مؤسسة فكرية دولية للشباب ومنافسة تربط بين تحديات الشركات والعالمية مع قوة الابتكار المدفوع بالشباب المستند إلى مبادئ الاستدامة. إنه مكان حيث يمكنك وضع إبداعك على المحك وتتعاون مع الآخرين لإثبات نفسك والفوز بجوائز مذهلة.
في بداية عام 2011، أصبح «معهد العلوم النفسية والخوارسة روبين بابيان» في بلغراد، صربيا «حركة SFERA». بفضل نجاحه الكبير ولأولئك المهتمين بأساليبه التدريبية الفريدة، فتح روبن «حركة SFERA» أخرى في كازاخستان، ألماتي في ديسمبر 2011.
في عام 2011 كتب كتابه الأول، كيف يتمنى. يقع هذا الكتاب في الجزء الأول من سلسلة تحويلية تدعى «كتب الجوهر». نُشر الكتاب في يونيو 2013.

## الروابط الخارجية
- Ruben's article archive
- Ruben Papian's Blog
- Papian's lecture at Challenge:Future Summit 2010
- Ruben Papian about Happiness